# Seznam osebnosti iz Mestne občine Novo mesto
Seznam osebnosti iz Občine Novo mesto vsebuje osebnosti, ki so se tu rodile, delovale ali umrle.

## Umetnost in kultura

### Gledališče in film
- Ernest Adamič, filmski scenarist, pisatelj (1898, Ljubljana – 1977, ?)
- Slavko Belak, igralec (1932, Novo mesto – 1989, Celje)
- Matjaž Berger, režiser in dramaturg (1964, Novo mesto)
- Zdenka Bevc, igralka (1928, Novo mesto)
- Alenka Bole Vrabec, prevajalka, gledališka igralka in gledališka režiserka (1937, Kranj)
- Stane Burja, igralec, pevec (1903, Suhor – 1967, Zadar)
- Janez Cesar, igralec (1896, Dolnja Težka Voda – 1965, Ljubljana)
- Polde Cigler, ljubiteljski igralec, režiser (1900, Novo mesto – 1976, Novo mesto)
- Sašo Đukić, slovenist, radijski voditelj, igralec, režiser (1972, Novo mesto)
- Zora Červinka, igralka (1908, Trst – 1981, Celje)
- Nejc Gazvoda, pisatelj, režiser in scenarist (1985, Novo mesto)
- Mara Glonar, amaterska igralka, dramska pedagoginja (1921, Vače – 2014, Ljubljana)
- Edo Grom, gledališki igralec (1889, Novo mesto – 1950, Maribor)
- Karl Kalčič, igralec (1837, ? – 1897, Novo mesto)
- Franci Kek, režiser, producent, igralec, politik (1964, Novo mesto)
- Dušan Povh, režiser, scenarist, montažer (1921, Novo mesto – 2000, Novo mesto)
- Damijan Šinigoj, prevajalec, urednik, publicist, scenarist in pisatelj (1964, Novo mesto)
- Tone Trdan, režiser (1910, Prigorica – 1963, Novo mesto)
- Žiga Virc, filmski režiser, fotograf (1987, Novo mesto)
- Staša Vovk, ljubiteljska igralka, kulturna organizatorka, režiserka (1943, Novo mesto – 2017, Novo mesto)

### Glasba in ples
- Daniel Brkič, cerkveni glasbenik, doktor teoloških znanosti, pastor, pesnik, publicist (1959, Novo mesto)
- Danilo Bučar, skladatelj (1896, Črnomelj – 1971, Ljubljana)
- Martin Budna, skladatelj (1861, Ljubno ob Savinji – 1934, Maribor)
- Karel Dernovšek, pianist (1903, Novo mesto – ?)
- Jože Dular, pesnik, pisatelj in muzealec (1915, Vavta vas – 2000, Metlika)
- Celestina Ekel, učiteljica, glasbenica, skladateljica (1867, Novo mesto – 1935, Gradec)
- Fran Ferjančič, rimskokatoliški duhovnik in skladatelj (1867, Goče – 1943, Ljubljana)
- Anton Foerster, skladatelj in dirigent češkega rodu (1837, Osenice – 1926, Novo mesto)
- Jurij Gregorc, skladatelj in pedagog (1916, Novo mesto – 1986, Ljubljana)
- Tatjana Gros, pevka zabavne glasbe (1948, Novo mesto – 2016, Novo mesto)
- Ignacij Hladnik, skladatelj in orglar (1865, Križe – 1932, Novo mesto)
- Marija Hladnik Berden, kmetica, skladateljica (1892, Novo mesto – 1924, Novo mesto)
- Janez Jurij Hočevar, skladatelj, glasbenik, pravnik, in astronom (1656, Novo mesto – 1714, Ljubljana)
- Silva Hrašovec, pianistka in glasbena pedagoginja (1910, Novo mesto – 1994, Slovenj Gradec)
- Rosana Hribar, plesalka in koreografinja (1973, Novo mesto)
- Zdravko Hribar, glasbenik (1948, Matke)
- Tomislav Jovanović - Tokac, glasbeni producent, kitarist, pevec (1970, Karlovec)
- Božidar Kos, skladatelj in pedagog (1934, Novo mesto – 2015, Novo mesto)
- Marjan Kozina, slovenski skladatelj (1907, Novo mesto – 1966, ?)
- Pavla Lovše, koncertna in operna pevka (1891, Ljubljana – 1964, Jesenice)
- Gregor Luštek, sodobnoplesni ustvarjalec (1973, Novo mesto)
- Pia Mlakar,  baletna plesalka in koreografinja (1910, Hamburg – 2000, Ljubljana)
- Pino Mlakar, baletnik, koreograf in pedagog (1907, Novo mesto – 2006, Novo mesto)
- Marijan Novina, pevec zabavne glasbe (1974, Novo mesto)
- Mavricij Pöhm (tudi Böhm), frančiškanski glasbenik, učitelj (1745, Češka – 1803, Novo mesto)
- Slavko Rauch, glasbenik (1947, Novo mesto)
- Ervina Ropas, skladateljica, glasbena pedagoginja (1890, Novo mesto – 1962, Novo mesto)
- Zora Ropas, koncertna in operna pevka (1893, Novo mesto – 1976, Ljubljana)
- Jelka Stanič, violinistka (1928, Novo mesto – 2011, Saarbrücken)
- Slavko Strajnar, glasbenik in glasbeni šolnik (1903, Novo mesto – 1965, Novo mesto)
- Štefan Suhi, baletni plesalec, koreograf (1915, Novo mesto – 2001, Ljubljana)
- Drago Šproc, glasbenik, ravnatelj glasbene šole (1904, Novo mesto – 1991, Novo mesto)
- Irena Yebuah Tiran, mezzosopranistka (1974, Novo mesto)
- Mileva Zakrajšek Lavrenčič, glasbenica, igralka (1885, Postojna – 1971, Maribor

### Slikarstvo, kiparstvo, fotografija
- Jakob Ažman, podobar (1879, Sv. Jurij pod Kumom – 1947, Novo mesto)
- Marin Berovič, grafik, slikar samorastnik (1951, Novo mesto)
- France Boltar, slikar (1923, Novo mesto – 1978, Poreč)
- Suzana Bricelj, slikarka in ilustratorka (1971, Ljubljana)
- Anton Cej, slikar (1857, Planina pri Cerknem – 1897, Novo mesto)
- Hinko Dolenc, fotograf (1858, Ljubljana – 1938, Novo mesto)
- Georg Hans Gaigersfeld, slikar (17. st, Novo mesto – 1681, Zagreb)
- Josip Germ, slikar, ilustrator (1869, Adlešiči – 1950, Novo mesto)
- Prokop Godler, slikar (1825, Videm – 1909, Novo mesto)
- Martina Hegediš, slikarka, likovna pedagoginja (1965 - Novo mesto)
- Miran Hočevar, slikar (1921, Novo mesto – 1999, ?)
- Gabrijel Humek, slikar (1907, Bohinjska Bistrica – 1993, Novo mesto)
- Just Hvala, slikar (1893, Slap ob Idrijci – 1962, Ljubljana)
- Božidar Jakac, slikar in grafik (1899, Novo mesto – 1989, Ljubljana)
- Ivan Koch, slikar, risar, pravnik (okoli 1650, Novo mesto – 1715, Novo mesto)
- Jože Kotar, slikar (1952, Novo mesto)
- Vekoslav Kramarič, fotograf in založnik, (1902, Novo mesto - 1984, New York)
- Vladimir Lamut, grafik, slikar (1915, Čatež – 1962, Novo mesto)
- Sandi Leskovec, kipar samorastnik (1936, Novo mesto)
- Marjan Manček, ilustrator, stripar, filmski animator (1948, Novo mesto)
- Janez Mežan, grafik, slikar (1897, Spodnji Brnik – 1972, Ptuj)
- Borut Peterlin, fotograf, urednik (1974, Koper)
- Ciril Podbevšek, intarzist, vojak (1903, Novo mesto – 1991, Novo mesto)
- Boža Podergajs-Berne, likovnica (1930, Straža)
- Boštjan Pucelj, fotograf (1979, Novo mesto)
- Bojan Radovič, fotograf (1960, Novo mesto)
- Friedrich Rechbach, baron, slikar (1790, ? – 1842, ?)
- Konrad Roblek, slikar (1848, Šmartno pri Litiji – 1884, Gradec)
- Jakob Savinšek, slovenski kipar, risar in pesnik (1922, Kamnik – 1961, Kirchheim)
- Zdenko Skalicky, slikar, pesnik (1903, Novo mesto – 1933, Ljubljana)
- Franc Andrej Šega, slikar, medaljer, graver (1711, Novo mesto – 1787, München)
- Jernej Šega, graver (1714, Novo mesto – okoli 1800, Dunaj)
- Aleksander Uderman, fotograf, ribiški pisatelj (1919, Novo mesto – ?)
- France Vodnik, kipar, podobar, restavrator (1874, Podreber – 1966, Novo mesto)
- Uroš Weinberger, slikar (1975, Trbovlje)

### Književnost
- Marija Ahačič, pisateljica (1904, Novo mesto – 1984, ?)
- Andrej Albrecht, nabožni pisatelj (1782, Idrija – 1848, Novo mesto)
- Peter Božič, pisatelj in dramatik (1932, Bled – 2009, Ljubljana)
- Marjeta Dajčman, mladinska pisateljica (1934, Bušinja vas pri Metliki)
- Marija Dernovšek − Šprajcar, pesnica (1905, Novo mesto – 1946, Novo mesto)
- Slavko Dokl, pisatelj in publicist (1933, Mesihovina, Bosna in Hercegovina – 2016, Novo mesto)
- Samo Dražumerič, pesnik, pisatelj (1971, Novo mesto)
- Leon Engelman, pisatelj (1841, Kranj – 1862, Novo mesto)
- Ivan Gregorčič, pesnik (1951, Novo mesto)
- Slavko Grum, dramatik in pisatelj (1901, Šmartno pri Litiji – 1949, Zagorje ob Savi)
- Miroslav Gutman, pesnik (1951, Novo mesto)
- Mihael Hofman, nabožni pisatelj, novomeški kanonik, prefekt (1755, Ljubljana – 1826, Ljubljana)
- Josip Jaklič, pisatelj (1872, Dobrepolje – 1894, Ljubljana)
- Tone Jakše, pisatelj (1944, Škrjanče pri Novem mestu)
- Miran Jarc, pesnik, pisatelj, dramatik, publicist in prevajalec (1900, Črnomelj – 1942, Pugled pri Starem Logu)
- Simon Jenko, pesnik in pisatelj (1835, Podreča – 1869, Kranj)
- Marija Jezernik, mladinska pisateljica, učiteljica (1879, Novo mesto – 1974, Ljubljana)
- Matija Kastelec, leksikograf, pisatelj (1620, Kilovče – 1688, Novo mesto)
- Janja Kastelic Smola, pisateljica (1940, Borovnica)
- Dragotin Kette, pesnik (1876, Prem – 1899, Ljubljana)
- Tita Kovač,  pisateljica, kemičarka, publicistka (1930, Novo mesto – 2016, Topolšica)
- Ivan Langerholc, pisatelj (1880, Stara Loka – 1948, Novo mesto)
- Janko Leban, pisatelj in glasbenik (1855, Kanal ob Soči – 1932, Novo mesto)
- Magda Lojk, mladinska pisateljica, dramaturginja, slavistka in sociologinja kulture (1980, Novo mesto)
- Valentin Oblak, vojaški pisec (1860, Novo mesto – 1909, Trident)
- Tone Pavček, pesnik, esejist, prevajalec in urednik (1928, Šentjur pri Mirni Peči – 2011, Ljubljana)
- Anton Podbevšek, slovenski pesnik in esejist (1898, Novo mesto – 1981, Ljubljana)
- Leopold Povše, pesnik (1915, Žužemberk – 1997, Novo mesto)
- Milan Pugelj, pripovednik, pesnik, urednik, prevajalec in režiser (1883, Novo mesto – 1929, Ljubljana)
- Marica Strnad, pesnica, pisateljica (1872, Šmarje pri Jelšah – 1953, Novo mesto)
- Severin Šali, pesnik, prevajalec (1911, Podlisec – 1992, Novo mesto)
- Janez Trdina, pisatelj in zgodovinar (1830, Mengeš – 1905, Novo mesto)
- Smiljan Trobiš, pesnik (1956, Novo mesto)
- Ilka Vašte, pisateljica (1891, Novo mesto – 1967, Ljubljana)
- Toni Vovk, dramatik in pesnik (1951, Novo mesto – 2004, ?)
- Asta Znidarčič, pesnica, prevajalka, umetnostna zgodovinarka (1916, Novo mesto – 2006, Ljubljana)
- Ivan Zoran, pesnik (1935, Prapreče pri Straži – 1999, Novo mesto)

### Tiskarstvo
- Vinko Boben, tiskar (1838, Novo mesto – ?)
- Karel Čeč, tiskar (1877, Ljubljana – 1965, Ljubljana)
- Janez Krajec, tiskar, založnik (1843, Ljubljana – 1921, Novo mesto)
- Friderik Tandler, tiskar (1836, Novo mesto – 1918, Novo mesto)
- Henrik Tandler, tiskar (1795, Celje – 1836, Novo mesto)
- Konstantin Tandler, tiskar, knjigotržec (1823, Novo mesto – ?, Gradec)
- Marija Tandler, tiskarnarica (1797, Celje – 1879, Novo mesto)

## Publicistika
- Albin Arko, novinar (1845, Novo mesto – 1893, Ljubljana)
- Alenka Auersperger, novinarka, publicistka, scenaristka (1942, Novo mesto)
- Franc Avsec, rimskokatoliški duhovnik, restavrator, urednik in publicist (1863, Gotna vas – 1943, Lesce)
- Ria Bačer, novinarka, publicistka (1931, Novo mesto)
- Marijan Bauer, novinar, urednik (1944, Groblje pri Prekopi)
- Marija Bevc - Potočar, publicistka (1876, Ždinja vas – 1930, ?)
- Vinko Blatnik, publicist, urednik (1931, Gorenje Sušice – 2018, ?)
- Viktor Blažič, novinar, publicist, esejist, prevajalec (1928, Smolenja vas – 2014, Ljubljana)
- Jože Bon, časnikar, pisatelj (1910, Gotna vas – 1966, Ljubljana)
- Bojan Božič, kulturni menedžer (1951, Novo mesto)
- Rasto Božič, novinar, publicist, Trdinov nagrajenec (1959, Novo mesto)
- Peter Breščak, novinar (1939, Novo mesto – 1979, Ljubljana)
- Jožica Dorniž, novinarka, urednica (1967, Novo mesto)
- Lojze Golobič, urednik (1902, Štrekljevec – 1934, Ljubljana)
- Tone Gošnik, novinar, urednik (1921, Celje – 2014, Novo mesto)
- Dragotin Gregorc, publicist, kulturnoprosvetni delavec, šolnik (1883, Novo mesto – 1969, Dolenjske Toplice)
- Marjan Hren, kulturni delavec, publicist, pesnik (1951, Novo mesto)
- Miloš Jakopec, novinar, publicist (1928, Vranji Vrh – 2008, Novo mesto)
- Andreja Jernejčič, menedžerka, novinarka (1975, Novo mesto)
- Ladislav Lesar, novinar Nedeljskega dnevnika, pesnik in pisatelj (1939, Jurna vas pri Novem mestu – 2011, Ljubljana)
- Slavka Ložar, publicistka (1913, Novo mesto – 2012, ?)
- Martin Luzar, novinar (1959, Novo mesto)
- Milan Markelj, pisatelj, novinar, urednik (1946, Novo mesto)
- Janez Pezelj, novinar, publicist (1948, Postojna)
- Franjo Pirc, novinar (1872, Novo mesto – 1950, Hrastovec)
- Andreja Pleničar, publicistka, sociologinja, višja bibliotekarka (1962, Novo mesto)
- Ludvik Puš, publicist, pisatelj (1896, Velike Češnjice – 1989, New York)
- Fran Radešček, časnikar, urednik (1886, Trška Gora – 1968, Ljubljana)
- Peter Romanič, novinar (1909, Gornja Podgora – 1983, Novo mesto)
- Dragica Rome, politična delavka, publicistka, spomeničarka (1922, Cerknica)
- Drago Rustja, novinar, glavni urednik (1949, Laze)
- Franček Saje, publicist, politični zgodovinar, časnikar (1921, Novo mesto – 1999, Ljubljana)
- Anton Edvard Jožef, plemeniti, Strahl, pravnik, pesnik, prevajalec, publicist (1817, Novo mesto – 1884, Stara Loka)
- Janez Weiss, publicist, glasbenik, zgodovinar (1978, Novo mesto)
- Fani Košir, publicistka, urednica, partizanka prvoborka (1911, Novo mesto – 1988, Ljubljana)

## Humanistika in znanost
- Jože Ambrožič (pisatelj), kemik in pisatelj (1884, Novo mesto – 1923, Canonsburg, ZDA)
- Mojca Andoljšek, knjižničarka, Čopova nagrajenka (1952, Novo mesto)
- Rafael Bačar, biolog, botanik (1902, Divača – 1975, Ljubljana)
- Marjetka Balkovec Debevec, etnologinja (1963, Novo mesto)
- Anton Bartel, kulturni delavec, jezikoslovec, leksikograf (1853, Mirna Peč – 1938, Ljubljana)
- Janez Bogataj, etnolog (1947, Ljubljana)
- Alojz Boh, pediater (1927, Jurjevica)
- Andreja Brancelj Bednaršek, etnologinja, umetnostna zgodovinarka (1958, Novo mesto)
- Marjeta Bregar, zgodovinarka, kustosinja (1969, Hrastovica)
- Danilo Breščak, arheolog (1947, Novo mesto)
- Marjan Brezovar, dramaturg, literarni kritik (1933, Novo mesto)
- Matjaž Brulc, umetnostni zgodovinar, likovni kritik, novinar (1976, Novo mesto)
- Julij Bučar, entomolog (1857, Novo mesto – 1919, Novo mesto)
- Borut Cerkovnik, filozof (1966, Novo mesto)
- Henrik Costa, zgodovinar, publicist (1796, Ljubljana – 1870, Ljubljana)
- Milan Dodič, bibliotekar, profesor, publicist (1913, Novo mesto – 1972, Novo mesto)
- Rihard Dolenc, sadjar, vinogradnik, pedagog in publicist (1849, Podnanos – 1919, Novo mesto)
- Marijan Dović, literarni zgodovinar in teoretik, urednik in jazz glasbenik (1974, Zagreb)
- Dana Drašler Blaganje, prevajalka, lektorica, anglistka (1919, Novo mesto – ?)
- Marinka Dražumerič, etnologinja, umetnostna zgodovinarka (1957, Črnomelj)
- Andrej Dular, etnolog (1953, Novo mesto)
- Lojze Gunde, veterinar (1910, Ribnica – 1988, Novo mesto)
- Stane Granda, zgodovinar (1948, Novo mesto)
- Jože Gregorič (zgodovinar), umetnostni zgodovinar in publicist (1912, Novo mesto – 1943, Novo mesto)
- Jovo Grobovšek, arhitekt, fotograf, konservator, oblikovalec (1946, Hrastnik)
- Zdenko Hlavaty, arhitekt, ljubiteljski slikar (1925, Ljubljana – 2018, Novo mesto)
- Ladislav Hrovat, jezikoslovec, prevajalec, redovnik (1825, Zgornji Tuhinj – 1902, Novo mesto)
- Barbara Jaki Mozetič, umetnostna zgodovinarka (1963, Novo mesto)
- Mihael Japelj, kemik, doktor znanosti, izredni profesor (1935, Ljubljana)
- Janko Jarc, muzealec, zgodovinar (1903, Črnomelj – 1995, Novo mesto)
- Božidar Jezernik, etnolog in antropolog (1951, Novo mesto)
- Franc Kafol, pomolog, šolnik na grmski kmetijski šoli (1892, Čepovan – 1964, Ljubljana)
- Bogo Komelj, bibliotekar (1915, Novo mesto – 1981, Ljubljana)
- Danilo Lapajne, arhitekt, urbanist (1931, Celje)
- Marijan Lapajne, arhitekt, urbanist, športnik (1934, Vojnik)
- Miloš Lapajne, arhitekt, urbanist (1925, Murska Sobota – 2014, Ljubljana)
- Matija Laschan, fizik, medicinski pisec (1770, Sevnica – 1832, Novo mesto)
- Miro Luštek, zgodovinar NOB (1916, Novo mesto – 1971, Ljubljana)
- Bojan Mohar, doktor matematičnih znanosti (1956, Novo mesto)
- Marjan Ivan Moškon, inženir elektrotehnike in grafične tehnologije, kamerman, snemalec, novinar, urednik  (1935, Novo mesto)
- Matija Mrače, prevajalec (1866, Zapotok – 1903, Novo mesto)
- Marjan Mušič, arhitekt, predavatelj in akademik (1904, ? – 1984, ?)
- Vladimir Braco Mušič, arhitekt in urbanist (1930, Sevnica – 2014, Ljubljana)
- Rajko Nahtigal, jezikoslovec (1877, Novo mesto – 1958, Ljubljana)
- Peter Novak, strojnik (1937, Novo mesto - 2022)
- Silva Novljan, bibliotekarka (1949, Novo mesto)
- Hipolit Novomeški, filolog, nabožni pisatelj, leksikograf, prevajalec in kapucin (1667, Novo mesto – 1722, Kranj)
- Fran Orožen, geograf in zgodovinar (1853, Laško – 1912, Ljubljana)
- Edward Pałka, farmacevt, predavatelj (1940, Krakov)
- Caspar Pamer, zgodovinar, profesor (1849, Zwettl – 1905, Novo mesto)
- Sonja Pečjak, psihologinja, znanstvenica (1960, Novo mesto)
- Janez Penca, gozdarski pisatelj in inženir, urednik (1921, Novo mesto)
- Anton Peterlin, lokalni zgodovinar (1833, Kleče – 1912, Novo mesto)
- Nataša Petrov, bibliotekarka, prevajalka (1948, Ljubljana)
- Zdenko Picelj, zgodovinar NOB (1961, Novo mesto)
- Majda Pungerčar, zgodovinarka, kustosinja, scenaristka (1962, Vrhek)
- Marjan Ravbar, geograf (1947, Novo mesto)
- Stanislav Rohrman, arhitekt (1899, Novo mesto – 1973, Ljubljana)
- Tanja Roženbergar, etnologinja (1965, Novo mesto)
- Ferdinand Seidl, naravoslovec, geolog, meteorolog (1856, Novo mesto – 1942, Novo mesto)
- Fran Smolik, strokovnjak strojništva (1898, Novo mesto – 1975, Ljubljana)
- Ludvik Strobl, agronom, strokovnjak za semenarstvo (1916, Novo mesto – 1997, Ljubljana)
- Stanko Škerlj, jezikoslovec, gledališki zgodovinar (1893, Novo mesto – 1975, Ljubljana)
- Ciril Šlebinger, geolog (1907, Novo mesto – 2000, Ljubljana)
- Ivana Tanko, muzealka (1950, Ribnica)
- Jože Teršar, higienik, kemik (1916, St. Pölten – ?, Novo mesto)
- Julij Titl, geograf, zgodovinar (1914, Vrhole pri Slovenskih Konjicah – 2014, Izola)
- Ludvik Tončič, muzealec, zgodovinar (1948, Ljubljana – 2008, Novo mesto)
- Francelj Trdič, inovator, strojnik (1961, Novo mesto)
- Alojz Turk, literarni zgodovinar (1893, Verdun – 1944, Novo mesto)
- Borut Uršič, umetnostni zgodovinar (1961, Novo mesto)
- Janez Vajkard Valvasor, polihistor, risar, založnik (1641, Ljubljana – 1693, Krško)
- Marjeta Vasič, prevajalka, romanistka, literarna zgodovinarka (1922, Novo mesto – 2005, Gažon)
- Josip Wester, literarni zgodovinar, planinski pisatelj, šolnik (1874, Dolenje Radulje – 1960, Ljubljana)
- Marijan Zadnikar, umetnostni zgodovinar in konservator (1921, Novo mesto – 2005, Ljubljana)
- Fran Zwitter, akademik, zgodovinar (1905, Bela Cerkev – 1988, Ljubljana)

## Šolstvo in izobraževanje
- Franc Ahlin, šolnik (1905, Ljubljana – 1977, Ljubljana)
- Ivan Andoljšek, organizator šolstva in pedagoški pisec (1909, Hrovača – 1992, Ljubljana)
- Leopold Andrée, strokovni pisec, šolnik, fizik (1879, Novo mesto – 1952, Ljubljana)
- Ciril Ažman, učitelj, duhovnik, časnikar (1881, Podkum – 1952, Ljubljana)
- Karel Bačer, profesor na srednjih šolah, literarni zgodovinar, bibliotekar, leksikograf, šolnik (1917, Zadar – 2008, Šmarjeta)
- Ivan Barle, šolnik (1841, Zgornje Pirniče – 1930, Novo mesto)
- Niko Berus, profesor (1899, Novo mesto – 1963, Zagreb)
- Milko Bizjak, glasbeni pedagog, muzikolog, orglar (1959, Jesenice)
- Bogdan Borčić, slikar, profesor (1926, Ljubljana – 2014, Slovenj Gradec)
- Jernej Breščak, profesor, alpinist (1977, Novo mesto)
- Franc Brežnik, filolog, šolnik (1849, Sv. Martin v Rožni dolini – 1929, Novo mesto)
- Slavica Canič, učiteljica, kulturna organizatorka (1931, Metlika)
- Franc Čemažar, šolnik (1899, Sveti Lenart, Škofja Loka – 1978, Ljubljana)
- Jernej Černe, učitelj, čebelar (1857, Zgornje Gorje – 1906, Ljubljana)
- Milan Žiga Červinka, strokovni pisec, ravnatelj novomeške ženske bolnice (1902, Kadanj – 1946, Maribor)
- Anton Derganc, naravoslovec, profesor (1843, Novo mesto – ?)
- Marjan Dobovšek, geograf, profesor (1907, Ljubljana – 2003, Novo mesto)
- Franc Dolžan, šolnik, naravoslovec, geolog, mineralog (1881, Radovljica – ?)
- Ignacij Fajdiga, šolnik (1850, Šentvid pri Stični – ?)
- Ivan Fon, šolnik (1860, Loka pri Zidanem Mostu – 1912, Celje)
- Martin Fuis, pedagoški pisec, šolnik (1914, Beltinci – 2003, Novo mesto)
- Ana Hladnik Guštin, likovna pedagoginja, slikarka (1938, Kanal ob Soči)
- Edmund Hofbek, učitelj (1893, Šid – 1944, Novo mesto)
- Miha Japelj, univerzitetni profesor, izumitelj, strokovni pisec (1935, Ljubljana)
- Evgen Jarc, politik in profesor (1878, Novo mesto – 1936, Ljubljana)
- Jože Jazbec, učitelj (1942, Mirna Peč)
- Janez Kambič, šolnik (1916, Klošter – 2000, Črnomelj)
- Lojze Kastelic, šolnik (1909, Novo mesto – 1985, Novo mesto)
- Janez Kolenc, pesnik in pisatelj, profesor slovenščine na novomeški gimnaziji (1922, Mirna – 2014, Novo mesto)
- Milček (Bogomil) Komelj, umetnostni zgodovinar in profesor slovenščine, doktor umetnostnozgodovinskih znanosti, izredni profesor Filozofske fakultete Univerze v Ljubljani (1948, Novo mesto)
- Ivan Koštial, pedagog in jezikoslovec (1877, Gradec – 1949, Novo mesto)
- Anton Lamut, šolnik (1882, ? – 1975, Novo mesto)
- Anton Lap, učitelj, vrtnar (1894, Kamnik – 1971, Ljubljana)
- Savo Lapanje, univerzitetni profesor, kemik (1925, Novo mesto – 1997, Ljubljana)
- Anton Lavrin, glasbeni pedagog, skladatelj (1908, Vinji Vrh – 1965, Novo mesto)
- Ivanka Mestnik, učiteljica slovenskega in ruskega jezika, pisateljica (1934, Drašča vas, Žužemberk)
- Rajmund Nachtigal, klasični filolog, profesor (1844, Žužemberk – 1889, Novo mesto)
- Fran Novak, filolog, profesor, stenograf (1877, Mengeš – 1944, Ljubljana)
- Janez Novak, šolnik, organist (1823, Orehovica – 1889, Novo mesto)
- Nuša Papež Smerdu, profesorica telesne vzgoje, strokovna piska (1920, Novo mesto – 1965, Novo mesto)
- Ivan Polanec, prevajalec, učitelj (1844, Zgornja Ščavnica – 1899, Novo mesto)
- Janez Povh, predavatelj, dekan, znanstvenik (1973, Celje)
- Jože Potokar, profesor matematike in fizike, igralec, režiser (1900, Štepanja vas – 1952, Ljubljana)
- Štefan Primožič, učitelj, prvi vodja ljubljanske gluhonemnice (1866, Bistra – 1907, Novo mesto)
- Edvard Ravnikar, arhitekt, pedagog (1907, Novo mesto – 1993, Ljubljana)
- Viljem Rohrman, kmetijski strokovnjak, šolnik, publicist (1862, Novo mesto – 1939, Ljubljana)
- Tomaž Romih, šolnik (1853, Dobje pri Planini – 1935, Novo mesto)
- Ervina Ropas, pedagoginja, skladateljica (1890, Novo mesto – 1962, Novo mesto)
- Sonja Rostan, plesna pedagoginja (1955, Novo mesto)
- Mihael Rožanc, glasbeni pedagog, skladatelj (1885, Trst – 1971, Ljubljana)
- Jožef Sturm, profesor risanja (1858, Dunaj – 1935, Dunaj)
- Karel Toš, šolnik, geograf, matematik (1687, Novo mesto – 1737, Ljubljana)
- Marjan Tratar, šolnik, družbenopolitični delavec (1906, Celovec – 1983, Novo mesto)
- Veljko Troha, pedagog, ravnatelj, predavatelj (1934, Novo mesto – 2020)
- Janko Trošt, šolnik, etnograf, lutkar (1894, Razdrto – 1975, Ljubljana)
- Janez Usenik, matematik, profesor (1949, Zagreb)
- Ludvik Vagaja, šolnik, ravnatelj, šahovski organizator (1883, Jesenice – 1976, Ljubljana)
- Ivan Vrhovec, gimnazijski profesor, zgodovinar (1853, Ljubljana – 1902, Ljubljana)
- Miroslav Vute, šolnik, družbenopolitični delavec (1928, Šentlenart – 2007, Novo mesto)
- Ivan Zobec, predavatelj, šolnik (1897, Prigorica – 1990, Maribor)
- Josip Žitek, šolnik (1832, Hrastje - Mota – 1899, Novo mesto)
- Jože Župančič, učitelj in publicist (1900, Novo mesto – 1970, Ljubljana)

## Gospodarstvo
- Ivan Bricelj, gradbenik (1893, Spodnja Hrušica – ?)
- Franc Ferlin, gozdarski strokovnjak (1957, Novo mesto)
- Ante Flego, kmetijski strokovnjak (1902, Vodnjan – 1959, Škocjan, Koper)
- Avgust Guzelj, gozdar (1864, Škofja Loka – 1931, Novo mesto)
- Josip Jaklič, zapisovalec ljudskega blaga (1841, Velike Lašče – 1906, Novo mesto)
- Bohuslav Skalicky, vinogradnik, vinar (1872, Cerekvice nad Bystřicí – 1926, Novo mesto)

### Čebelarstvo in sadjarstvo
- Franc Kafol, sadjarski strokovnjak (1892, Čepovan – 1964, Ljubljana)
- Danijel (Alojz) Knific, čebelar, zborovodja, vrtnar, kletar (1911, Trboje – 1991, Novo mesto)
- Adolf Kovič, čebelar, tajnik in član Čebelarskega društva Novo mesto (1911, Kresnice – 1990, ?)
- Jože Rihar, čebelarski strokovnjak (1914, Gaberje – 2003, Ljubljana)
- Franc Somrak, čebelar (1913, Novo mesto – ?)
- Stane Zorčič, sadjar, vinogradnik (1905, Kapele – 1974, Novo mesto)

## Pravo, politika, uprava, ekonomija
- Fini Ahačič Grosman, pravnica (1908, Novo mesto – ?)
- Anton Anderlič, politik, poslanec (1956, Novo mesto)
- Viktor Avbelj, politik in partizan (1914, Prevoje – 1993, Ljubljana)
- Janez Barborič, družbenopolitični delavec (1931, Ljubljana – 1980, Ljubljana)
- Vladimir Berce, politični delavec (1907, Šentjanž – 1974, Novo mesto)
- Johann Sigismund, plemeniti, Breckerfeld, državni uradnik (1689, Novo mesto – 1760, Zagrad pri Otočcu)
- Marko Bulc, politik (1926, Šmarješke Toplice – 2019, Ljubljana)
- Violeta Bulc, političarka in podjetnica (1964, Novo mesto)
- Anton Bulovec, pravnik in naravoslovec (1869, Radovljica – 1930, Ljubljana)
- Mihael Bulovec, urednik (1862, Trst – 1915, Novo mesto)
- Jože Colarič, gospodarstvenik, ekonomist (1955, Brežice)
- Metod Dolenc, pravnik, sodnik (1875, Slap pri Vipavi – 1941, Ljubljana)
- Etbin Henrik Costa, pravnik, politik, župan (1832, Novo mesto – 1875, Ljubljana)
- Ivo Česnik, odvetnik in pisatelj (1885, Sanabor – 1951, Flüelen)
- Boris Čižmek, generalmajor, poveljnik Ljudske milice Socialistične republike Slovenije (1919, Novo mesto – 2008, ?)
- Jože Derganc, industrijski sociolog, pravnik (1934, Novo mesto – 1964, Ljubljana)
- Boris Dular, kadrovski menedžer, publicist (1954, Novo mesto)
- Metod Dular, ekonomist (1899, Novo mesto – 1990, Ljubljana)
- Uroš Dular, pravnik, politični delavec, župan (1941, Novo mesto)
- Andrej Ferjančič, pravnik in politik (1848, Slap, Vipava – 1927, Bled)
- Vladimir Foerster, pravnik, kritik (1868, Pchery – 1942, Ljubljana)
- Josip Gerdešič, pravnik (1834, Čudno selo – 1914, Novo mesto)
- Anton Gertscher, pravnik (1817, Krašnja – 1889, Ljubljana)
- Davorin Gros, pravnik (1897, Stražišče, Kranj – 1989, Novo mesto)
- Jakob Hren, pravnik, politik (1830, Begunje pri Cerknici – 1924, Ljubljana)
- Alojzij Ivanetič, šolnik, planinec (1895, Črešnjevec pri Semiču – 1974, Novo mesto)
- Mirko Jakše, diplomat, politični delavec (1917, Novo mesto – 1977, Ljubljana)
- Dušan Jereb, partizan in narodni heroj Jugoslavije (1908, Ljubljana – 1943, Veliki Lipovec)
- Vincenc Jeuniker, pravnik (1823, Ljubljana – 1888, Novo mesto)
- Josip Kopač, politik (1863, Novo mesto – 1949, Ljubljana)
- Anton Kuder, pravnik (1870, Trbovlje – 1944, Novo mesto)
- Ernest Lehmann, pravnik (1816, Novo mesto – 1888, Ljubljana)
- Jurij Levičnik, gospodarstvenik, spomeničar (1925, Kumbor – 1989, Ljubljana)
- Igor Lukšič, politolog in politik (1961, Novo mesto)
- Joža Miklič, ekonomistka, upokojenka, prej zaposlena v Krki, članica Društva Novo mesto
- Alojz Muhič, slovenski politik (1950, Novo mesto – 2017, Novo mesto)
- Ivan Nabernik, pravnik, sodnik (1842, Ljubljana – 1915, Ljubljana)
- Teodor Napret, pravnik (? – 1895, Dunaj)
- Alfonz Oblak, trgovec, založnik (1861, Novo mesto – 1903, Novo mesto)
- Anton Ogrin, bančnik, ekonomist (1896, Novo mesto – 1982, Ljubljana)
- Edvard Pajnič, pravnik, botanik (1872, Novo mesto – 1952, Ljubljana)
- Franc Perko, župan (1855, Sveta Ana v Slovenskih goricah – 1932, Novo mesto)
- Vasilij Polič (Vasko Polič), pravnik, sodnik, pisatelj, glasbenik (1940, Novo mesto)
- Albin Poznik, pravnik, notar, župan (1845, Škocjan v Podjuni – 1915, Novo mesto)
- Borut Režek, pravnik (1922, Novo mesto – 1971, Ljubljana)
- Anton Rogina, pravnik (1862, Slovenj Gradec – 1944, Novo mesto)
- Viktor Rohrman, gospodarstvenik, narodni delavec (1858, Novo mesto – 1939, Ljubljana)
- Jožef Rosina, pravnik, odvetnik (1810, Mali Gaber – 1889, Novo mesto)
- Karel Slanc, politik, pravnik (1851, Laško – 1916, Novo mesto)
- Emil Stefanovič, politik, pravnik (1891, Novo mesto – 1944, Nemčija)
- Niko Šilih, partizan, komandir (1919, Trebnje – 1984, Ljubljana)
- Fran Šuklje, politik (1849, Ljubljana – 1935, Novo mesto)
- Sergij Thorževskij, bančnik, politični delavec, župan (1930, Ljubljana)
- Ivan Toporiš, pravnik (1867, Tržič – 1915, Novo mesto)
- Franc Trenz, pravnik (1851, Mihovica – 1921, Ljubljana)
- Dragotin Treo, organizator sokolskih društev, politik, pravnik (1863, Mala vas – 1935, Ljubljana)
- Tone Trunkelj, pravnik, turistični pisec (1932, Radohova vas)
- Tone Valentinčič, družbenopolitični delavec (1909, Novo mesto – 1984, Novo mesto)
- Ivan Vasič, pravnik (1882, Trebnje – 1967, Novo mesto)
- Janez Nepomuk Vesel, glavar (1770, Gospić – 1844, Ljubljana)
- Andrej Vojska, pravnik (1828, Ljubljana – 1902, Novo mesto)
- Danilo Vojska, ekonomist (1911, Novo mesto – 1986, Ljubljana)
- Edvard Volčič, pravnik (1858, Senožeče – 1911, Novo mesto)
- Metka Wachter Kancilija, menedžerka (1942, Domžale)
- Živko (Vid) Zobec, pravnik, sodnik (1926, Novo mesto – 1988, Ljubljana)
- Josip Zurc, gostilničar in politik (1861, Novo mesto – 1930, Novo mesto)

## Šport
- Tomaž Božič, atlet (1970, Novo mesto)
- Jani Brajkovič, športni kolesar (1983, Novo mesto)
- Jasna Dokl Osolnik, športnica, kulturnica (1964, Novo mesto)
- Jože Glonar, atlet, telesnovzgojni delavec (1917, Gradec – 2007, Ljubljana)
- Sandi Papež, kolesar (1965, Novo mesto)
- Simon Petrov, košarkar, košarkarski trener (1976, Novo mesto)
- Igor Primc, atlet (1966, Novo mesto)
- Matjaž Smodiš, košarkar (1979, Trbovlje)
- Gorazd Štangelj, kolesar (1973, Novo mesto)
- Leon Štukelj, telovadec in olimpionik (1898, Novo mesto – 1999, Maribor)
- Jana Vernig, športnica (1977, Novo mesto)
- Igor Vidmar, športnik, novinar (1963, Novo mesto)

## Religija
- Jernej Arko, rimskokatoliški duhovnik, prošt in nabožni ter narodnogospodarski pisec (1794, Dolenja vas – 1868, Novo mesto)
- Anton Brešan, duhovnik, pridigar, pisatelj (1639, Novo mesto – 1708, Novo mesto)
- Benvenut Crobath, duhovnik, pesnik (1805, Stražišče, Kranj – 1880, Ljubljana)
- Marijan (Janez) Čadež, kaplan, glasbenbik (2. pol. 17. st., Novo mesto – 1718, Stična)
- Karel Čemažar, prošt, nabožni pisatelj (1877, Zagorje ob Savi – 1949, Novo mesto)
- Anton Dolinar, duhovnik (1847, Lučine – 1930, Mekinje)
- Sebastijan Elbert, prošt (1860, Deidesheim – 1924, Novo mesto)
- Andrej Glavan,  duhovnik, kemik in novomeški škof (1943, Soteska)
- Anton Gothard Erberg, prošt (1700, Ljubljana – 1755, Novo mesto)
- Mihael Herman, jezuit, teolog in filozof (1606, Novo mesto – 1653, Dunaj)
- Florentin Hrovat, duhovnik, frančiškan, pisatelj (1847, Zgornji Tuhinj – 1894, Novo mesto)
- Janez Jelenc, duhovnik, šolnik (1830, Novo mesto – 1888, Novo mesto)
- Ida Kerševan, notredamska sestra, redovnica (1909, Štanjel – 1996, Novo mesto)
- S. Alojzija (Silverija) Kos, redovnica (1908, Novo mesto – 2003, Mengeš)
- Jožef Lap, prošt (1943, Nasovče)
- Konštantin Luser, duhovnik, nabožni pisatelj (1849, Novo mesto – 1919, Ljubljana)
- Jožef Meglič, rimskokatoliški duhovnik in pesnik (1855, Novo mesto – 1898, Budan)
- Angelus Mlejnik, duhovnik, teolog, čebelar (1865, Novo mesto – 1931, Ljubljana)
- Polidor de Montagnana, duhovnik, prošt (med 1520 in 1530, Italija – 1604, Novo mesto)
- Jakob Novomeški, prošt (15. st., ? – 1499, Novo mesto)
- Gotfrid Pfeifer, duhovnik, teolog, filozof (1707, Radovljica – pred 1780, Novo mesto)
- Janez Podboj, duhovnik, pisatelj (1848, Ribnica – 1910, Novo mesto)
- Jožef Rome, duhovnik, časnikar, ustanovitelj Dolenjskih novic (1848, Višnja Gora – 1933, Novo mesto)
- Hugolin Sattner, duhovnik, skladatelj (1851, Novo mesto – 1934, Ljubljana)
- Janez Krstnik Schlebnig, duhovnik, pridigar (okoli 1655, ? – 1701, Novo mesto)
- Oton Skolla, duhovnik, misijonar, pisatelj, slikar (1805, Novo mesto – 1874, Reka)
- Jurij Slatkonja, škof, zborovodja, skladatelj, drugi novomeški prošt (1456, Ljubljana – 1522, Dunaj)
- Regalat Stamcar, duhovnik, nabožni pisatelj, šolnik (1821, Mirna – 1890, Novo mesto)
- Ignacij Staudacher, duhovnik, nabožni pisatelj, šolnik (1831, Metlika – 1883, Novo mesto)
- Alojzij Turk, nadškof (1909, Novo mesto – 1995, Ljubljana)
- Leopold Turšič, kaplan, pesnik (1883, Lož – 1927, Krško)
- Peter Urh, homilet, prošt (1829, Tržič – 1897, Novo mesto)
- Franc Veriti, duhovnik, nabožni pisec (1771, Tolmeč – 1849, Novo mesto)
- Simon, vitez Vilfan, duhovnik, nabožni pisec, zgodovinopisec (1802, Škofja Loka – 1881, Novo mesto)
- Kastul Weibl, teolog, duhovnik, frančiškan (1741, Novo mesto – 1805, Novo mesto)
- S. Marija (Lina) Zagorc, redovnica, učiteljica, inštrumentarka (1914, Novo mesto – 2001, Miren)
- Anton Žlogar, duhovnik, kanonik, publicist (1850, Bušinja vas – 1931, Novo mesto)

## Zdravstvo
- Milan Adamčič, dermatovenerolog (1926, Ljubljana)
- Boris Andrijanič, farmacevt, gospodarstvenik in družbenopolitični delavec (1910, Novo mesto – 1993, Novo mesto)
- Oton Bajc, zdravnik kirurg in organizator bolnišnične službe (1903, Ljubljana – 1993, Ljubljana)
- Stanko Benedik, medicinski pisec (1911, Celovec – 1980, Ljubljana)
- Wolfgang Konrad Breckerfeld, zdravnik (1. pol. 17. st., ? – po letu 1700, ?)
- Žiga Bučar, zdravnik (1830, Ljubljana – 1879, Kranj)
- Ivan Krstnik Burchard, zdravnik, medicinski pisec (deloval med 1650 in 1750)
- Josip Choleva, medicinski pisec (1885, Bogumin – 1942, Ljubljana)
- Ferdinand Čandek, doktor medicine (18. st., Novo mesto – ?)
- Franc Ksaver Čebulc, doktor medicine (18. st., Novo mesto – ?)
- Anton Česnik, zdravnik, veterinar (1801, Zgornji Brnik – 1862, Kočevje)
- Peter Defranceschi, zdravnik kirurg (1863, Ajdovščina – 1937, Novo mesto)
- Aleksander Faninger, medicinski pisec (1919, Novo mesto – 1976, Niš)
- Suzana Furlan, pediatrinja (1912, Senožeče – 2005, Novo mesto)
- Janez Krstnik Gosjak, zdravnik (?, Novo mesto – 1689, Novo mesto)
- Viktor Gregorić, zdravnik (1869, Novo mesto – 1935, Novo mesto)
- Dušan Grom, zdravnik otorinolaringolog (1920, Novo mesto – 2017, ?)
- Gojmir Južnič, medicinec fiziolog, univerzitetni profesor (1918, Novo mesto – 2005, Ljubljana)
- Vladimir Kajzelj, zdravnik internist in bakteriolog (1905, Ljubljana – 1972, Novo mesto)
- Svetozar Kalčič, epidemiolog (1919, Novo mesto – 1971, Ljubljana)
- Peter Kapš, zdravnik (1938, Hreljin)
- Karol Bernard Kogl, zdravnik (1763, Novo mesto – 1839, Ljubljana)
- Božo Oblak, medicinski pisec (1922, Novo mesto – 1986, Novo mesto)
- Ivo Obrez, rentgenolog (1930, Novo mesto – 1989, Ljubljana)
- Franc Papež, zdravnik (1803, Novo mesto – 1858, Novo mesto)
- Ignacij Pavlič, zdravnik, primarij (1881, Litija – 1942, Novo mesto)
- Slavko Perko, ginekolog (1905, Novo mesto – 1963, Novo mesto)
- Anton Pober, zdravnik (okoli 1765, Novo mesto – 1832, Ljubljana)
- Martin Razpet, zdravnik (1826, Bled – 1888, Novo mesto)
- Konstantin Jožef Schrott, zdravnik (1811, Novo mesto – 1866, Trst)
- Franc Nikolaj Sedej, zdravnik (1742, Ljubljana – 1800, Novo mesto)
- Bogo Skalicky, ginekolog, porodničar (1905, Novo mesto – 1974, Maribor)
- Uroš Tršan, kirurg (1926, Ljubljana – 1969, stena Travnika)
- Alenka Urbančič, internistka (1960, Novo mesto)
- Meta Zagorc, kineziologinja (1951, Novo mesto)

## Drugo
- Mici Kessler Čop, Cankarjeva ljubezen (1890, Novo mesto – 1962, Ljubljana)
- Alojz Knafelc, kartograf in planinec, iznajditelj slovenske planinske markacije (Šmihelu pri Novem mestu – 1937, Ljubljana)
- Leopoldina Kuralt, mladostna ljubezen Simona Jenka (1840, Ljubljana – 1876, Novo mesto)
- Franc Viktor Langer, graščak (1830, Pogance – 1895, Novo mesto)
- Tone Pirnar, revolucionar, borec, tesar (1895, Novo mesto – 1973, Novo mesto)
- Julija Primic, slovenska pesniška muza in neuslišana ljubezen Franceta Prešerna (1816, Ljubljana – 1864, Novo mesto)
- Zvonimir Runko, narodni heroj (1920, Ljubljana – 1942, Novo mesto)
- Angela Smola, Kettejeva oboževanka (1881, Šentvid pri Lukovici – 1973, Ljubljana)
- Tone (Anton) Škerlj (1935 – 2022), odvetnik, šahist, ustanovitelj in predsednik Društva Novo mesto
- Melania Trump, slovensko-ameriški fotomodel in ameriška prva dama (1970, Novo mesto)
- Boris Uderman, kriminolog (1915, Ljubljana – 1987, Lj?)
- Gizela Amalija Wagner Kurth, Kettejeva in Pugljeva znanka (1877, Novo mesto – 1923, Maribor)